# Rödfransad björnspinnare
Rödfransad björnspinnare (Diacrisia sannio) är en fjärilsart som först beskrevs av Carl von Linné 1758.  Rödfransad björnspinnare ingår i släktet Diacrisia, och familjen björnspinnare. Arten är reproducerande i Sverige.

♂
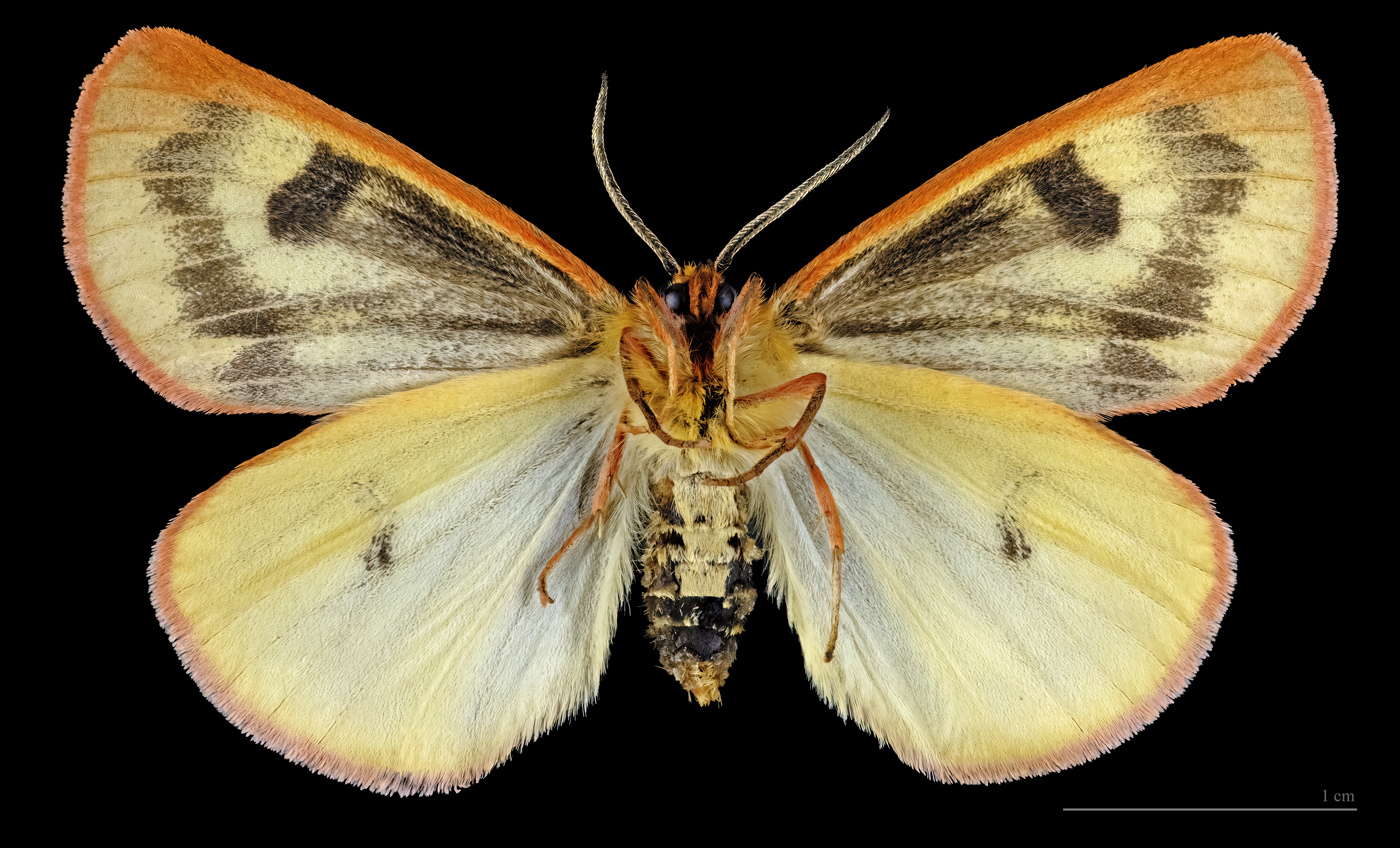
♂ △

## Bildgalleri

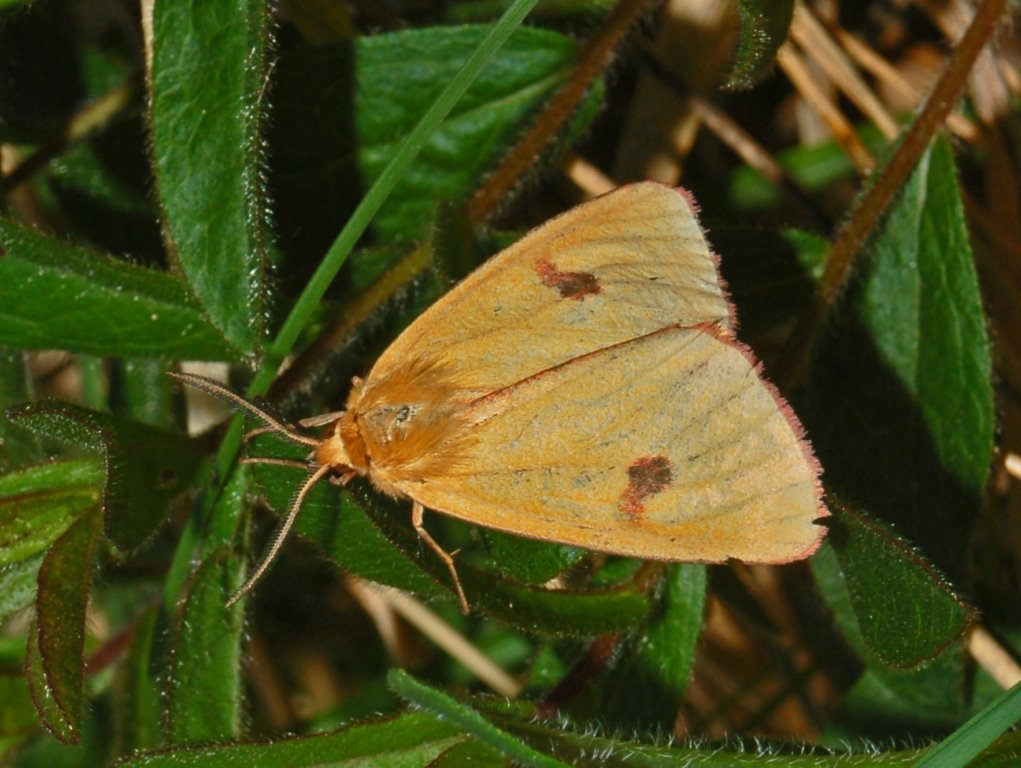
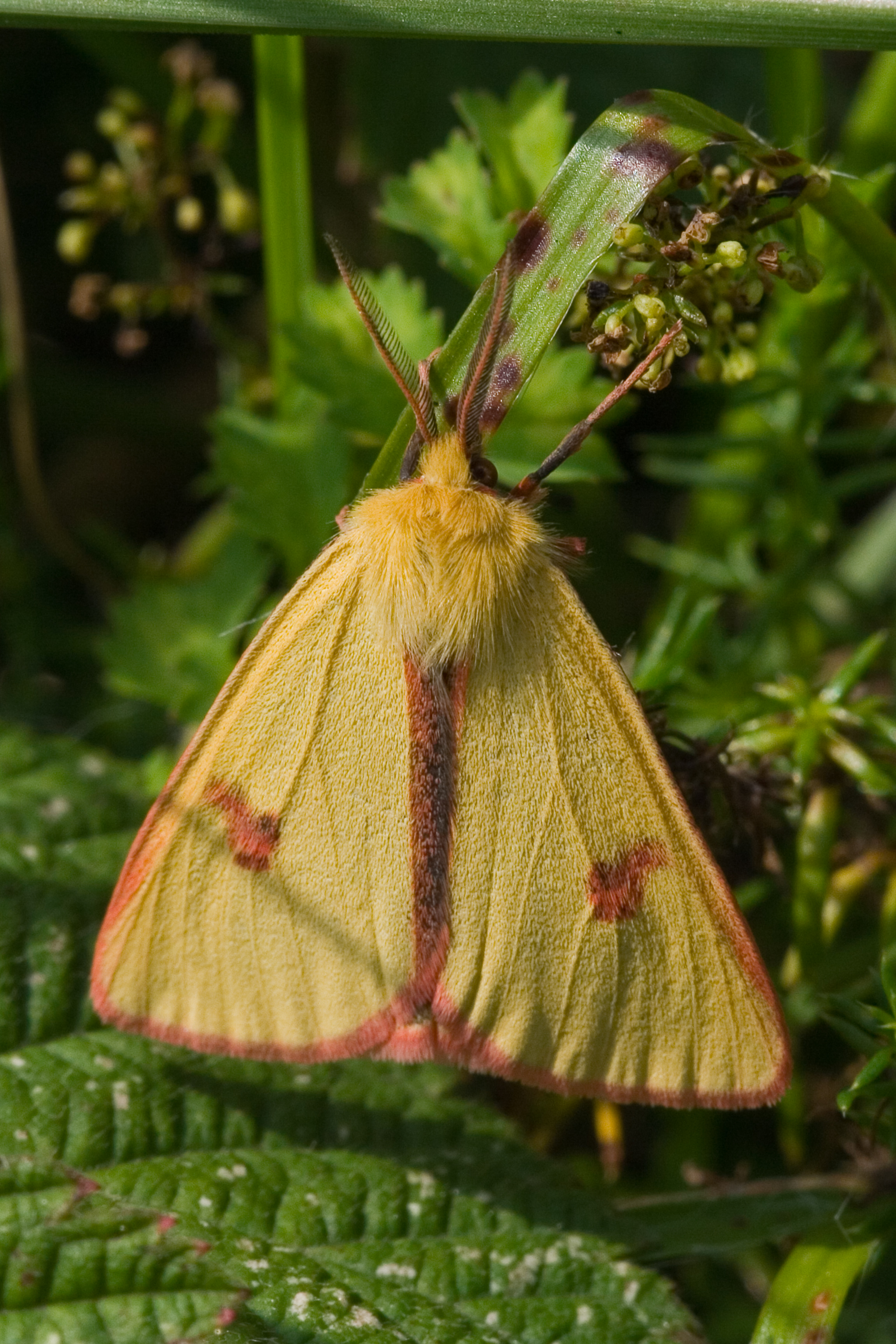
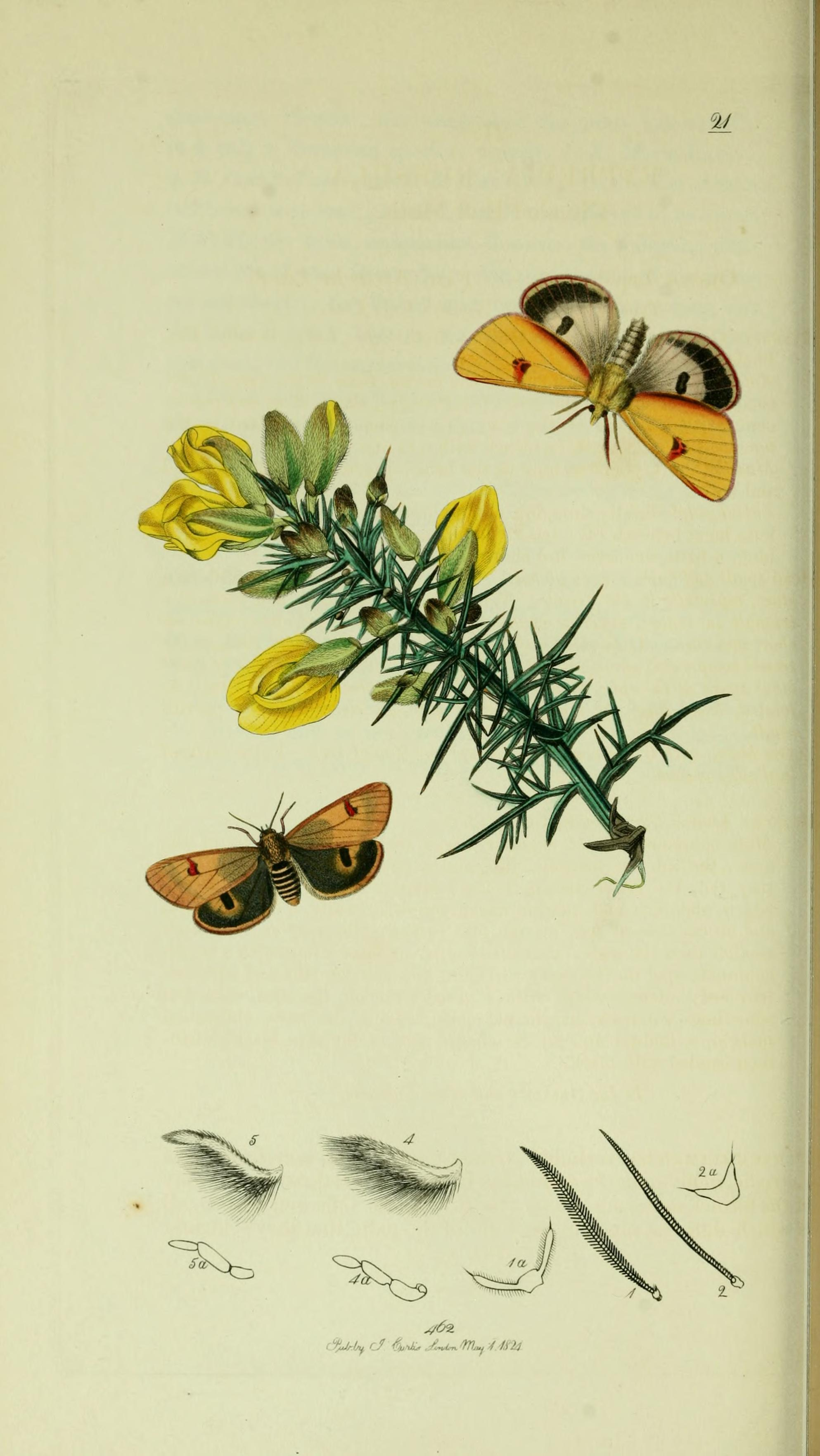
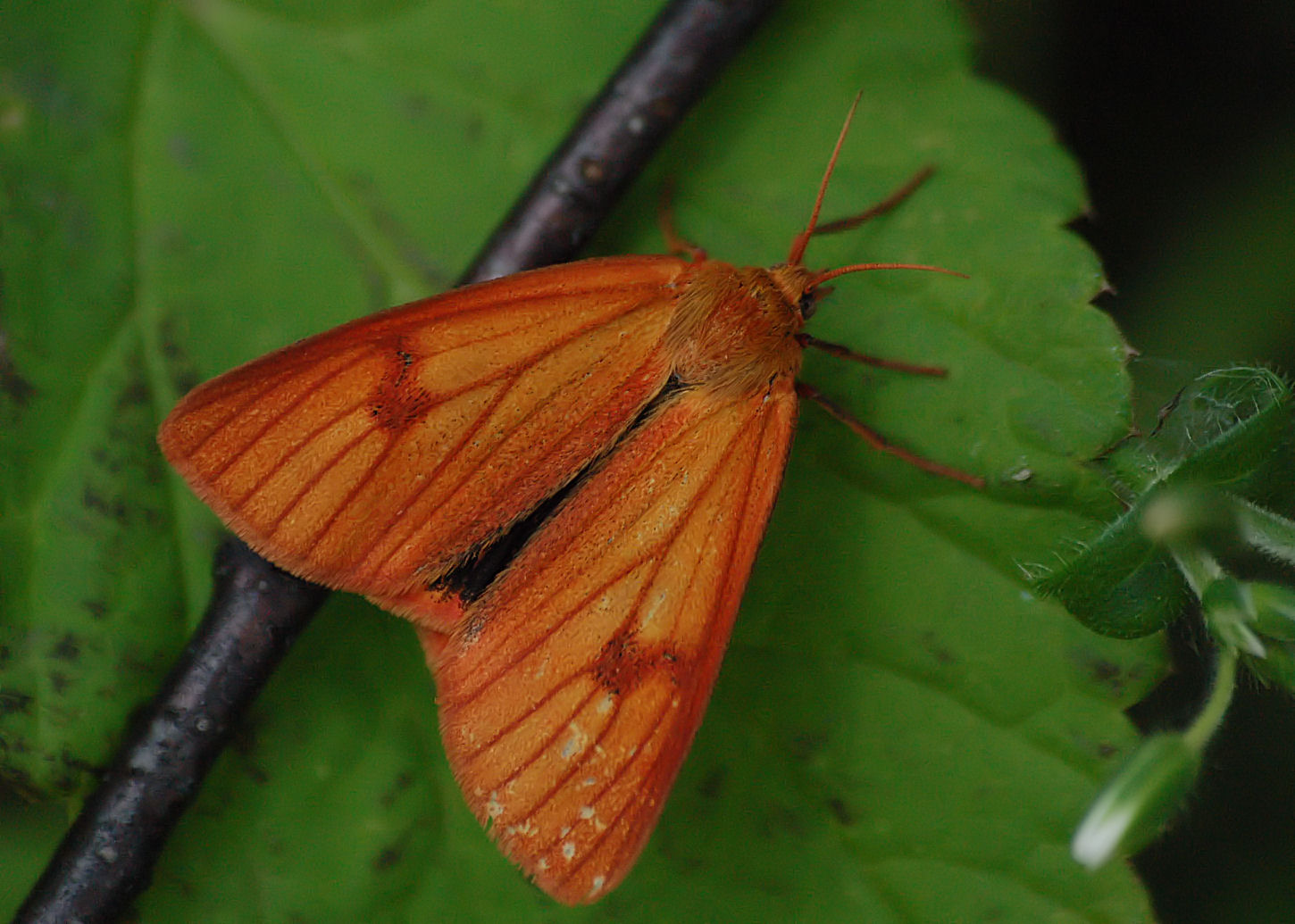
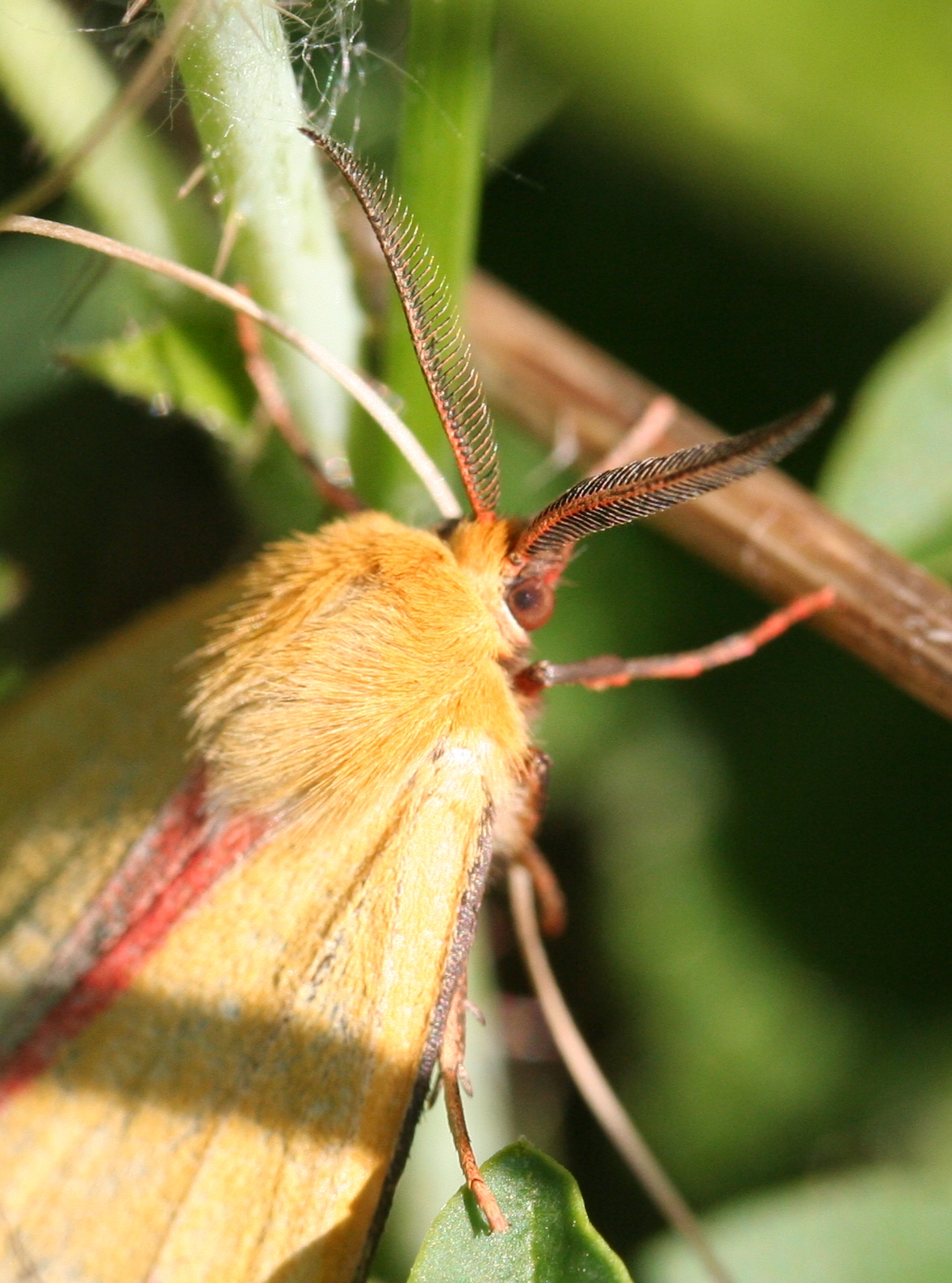
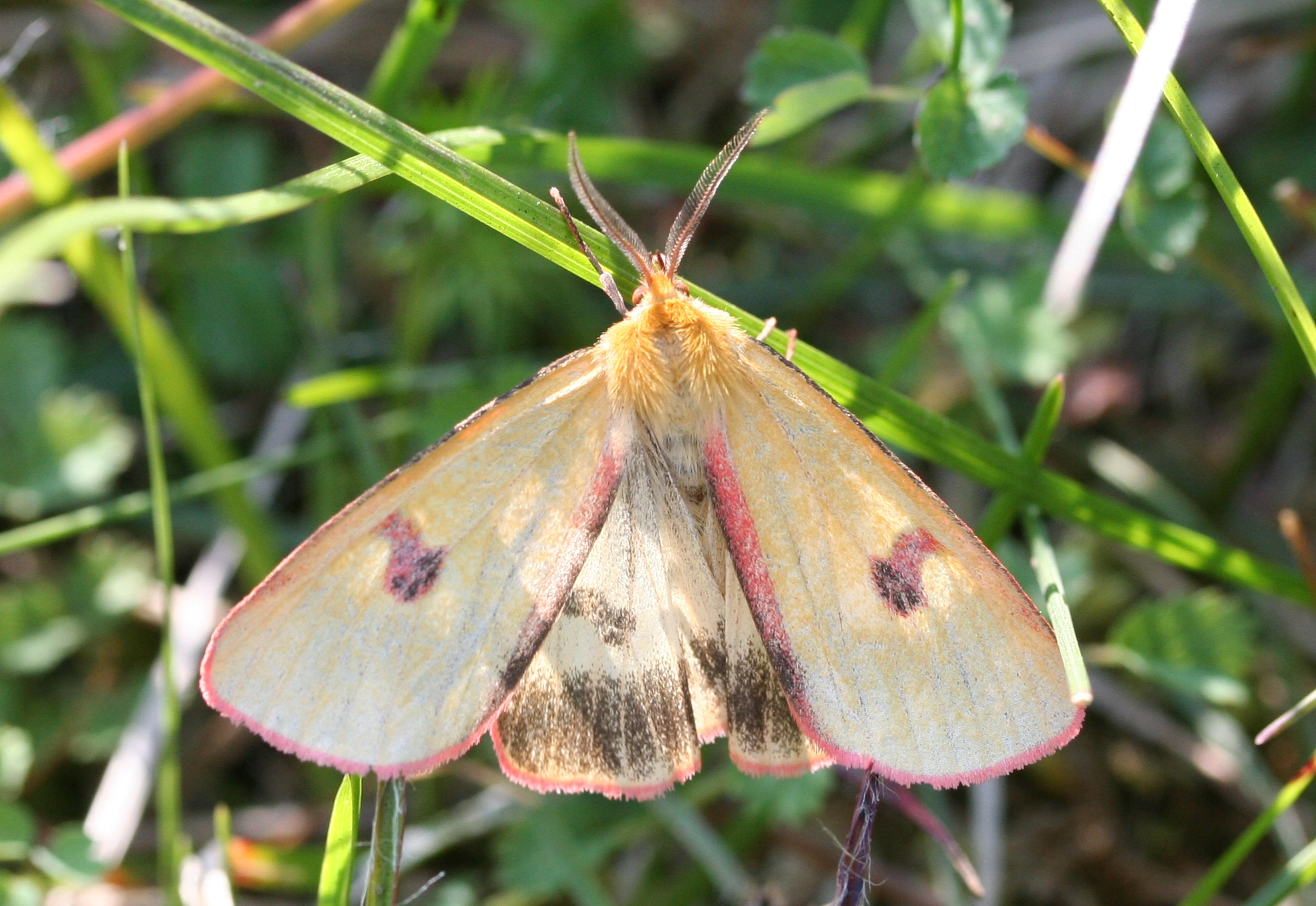